# Церили (рок-группа)
Церили (груз. წერილი — письмо), до 2001 года Аморали (груз. ამორალი — аморальный), — грузинская постпанк группа, основанная Георгием (Гией) Тоидзе (груз. გია თოიძე) и Леваном Сванидзе (груз. ლევან სვანიძე).

## История
Группа основана 1995 году в Тбилиси вокалистом и гитаристом Гией Тоидзе, басистом Леваном Сванидзе, гитаристом Константином (Котэ) Каландадзе (груз. კოტე კალანდაძე) и барабанщиком Датуной Тоидзе (груз. დათუნა თოიძე).
В 1996 году группа выпустила сингл «Отхиве мхарес», с чем и выступила на фестивале «Маргарита 96». В 1997 году вместе с саксофонистом Сандро Капанадзе (груз. სანდრო კაპანაძე) «Аморали» выпустила первый альбом «Удзиро гза». Вскоре Каланадзе и Датуна Тоидзе были заменены на Ачико Келбакяна (груз. აჩიკო ქელბაქიანი) и Миндию Габашвили (груз. მინდია გაბაშვილი) соответственно. В 1999 году группа распалась.
В 2001 году группа воссоединилась под новым названием, а спустя четыре года выпустила альбом «Схиви». В 2009, 2014, 2015 и 2019 годах были выпущены альбомы «Ам калакши», «Дангерул Сахлши», «Музикис хма» и «Масаши гхедав» соответственно.

## Альбомы и синглы
- Отхиве мхарес (груз. ოთხივე მხარეს) — 1996
- Удзиро гза (груз. უძირო გზა, совместно с С.Капанадзе) — 1997
- Схиви (груз. სხივი) — 2005
- Ам калакши (груз. ამ ქალაქში) — 2009
- Дангерул Сахлши (груз. დანგრეულ სახლში) — 2014
- Музикис хма (груз. მუსიკის ხმა) — 2015
- Масаши гхедав (груз. მასაში გხედავ) — 2019
- Мтвриан мицазе (груз. მტვრიან მიწაზე) — 2021

## Нынешний состав
- Гия Тоидзе (гитара, вокал, тексты)
- Леван Сванидзе (бас)
- Ачико Келбакян (гитара)